# Hironobu Sakaguchi
Hironobu Sakaguchi (坂口 博信, Sakaguchi Hironobu) (Hitachi, 25 november 1962) is een Japanse ontwerper, spelregisseur en gameproducent van voornamelijk computerspellen. Hij is vooral bekend geworden als de bedenker van de Final Fantasy-reeks van het bedrijf Square Enix.

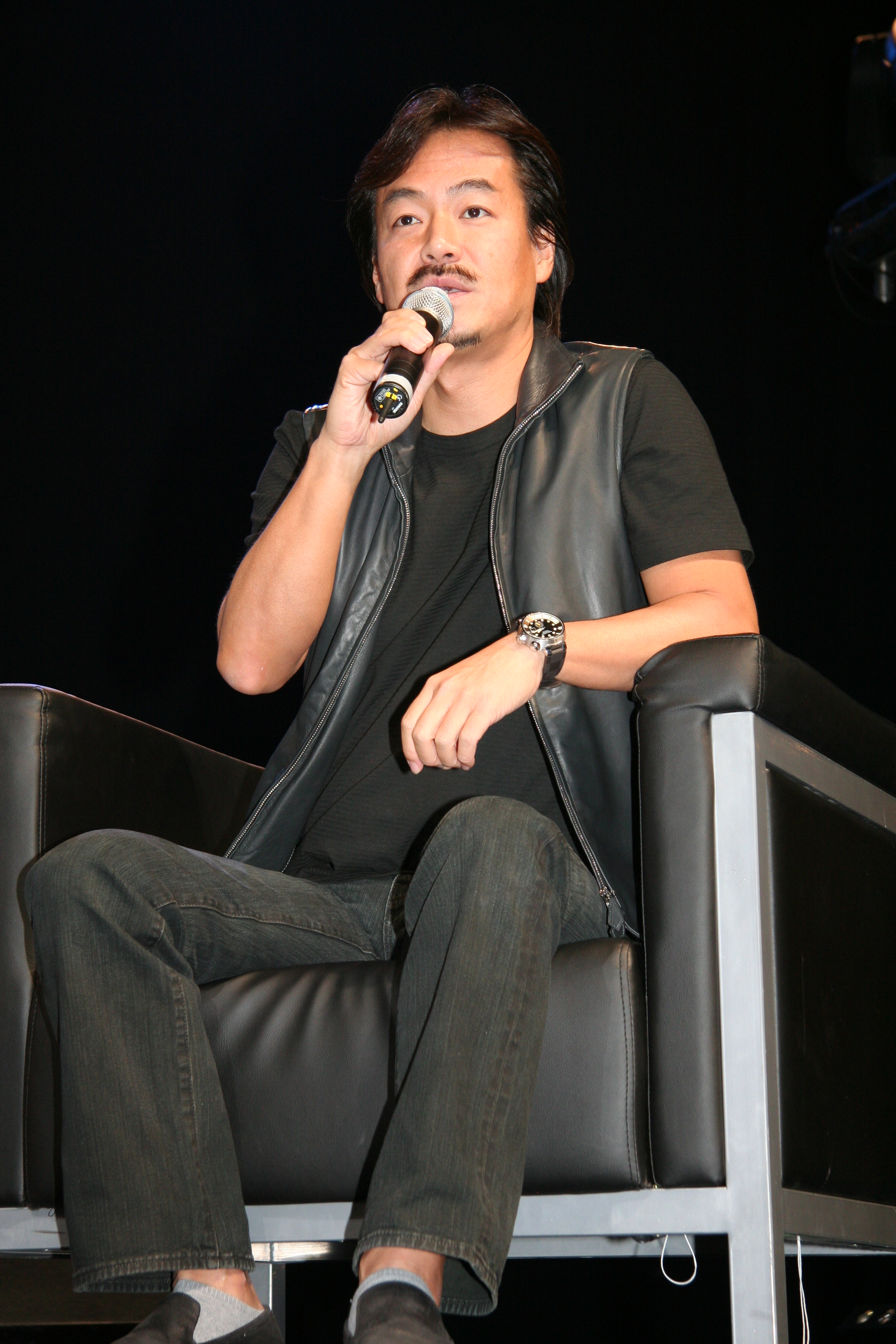
Hironobu Sakaguchi in 2007

Sakaguchi studeerde voor ingenieur, maar maakte deze studie niet af en ging bij het bedrijf Square werken. In eerste instantie was er weinig animo voor de computerspellen die hij creëerde, maar wat zijn laatste werk had moeten worden werd het begin van zijn succes. Hij noemde daarom dit spel ook heel toepasselijk Final Fantasy, dat laatste fantasie betekent. Het spel kwam uit op 18 december 1987 op het Nintendo Entertainment System en werd een enorm succes in Japan. Door zijn succes met Final Fantasy werd hij in 1991 benoemd tot uitvoerend vicepresident van Square.
Hij verliet het bedrijf Square Enix in 2003 en richtte een jaar later met hulp van Microsoft het bedrijf Mistwalker op. Hier heeft hij inmiddels succes geboekt met de computerspellen voor de Xbox 360, Blue Dragon en Lost Odyssey.
Het door Sakaguchi geregisseerde RPG-spel The Last Story voor de Wii kwam in januari 2011 uit in Japan en in februari 2012 in Europa.